# ريحانة جباري
ریحانه جباری ملایری (بالفارسية: ریحانه جباری ملایری) (1988 - 2014) مصممة ديكور إيرانية، أدينت عام 2007 بتهمة قتل موظف إستخبارات إيراني سابق وقالت أنها قتلته «دفاع عن النفس» بعد أن حاول اغتصابها، ولكن المحكمة في إيران لم تأخذ بما قالته ريحانة حيث لم تقدم أدلة قوية تؤكد حدوث الاعتداء عليها بحسب قول المحكمة، واتهمتها بالقتل العمد وتمت إدانتها بالإعدام شنقاً.
أثارت هذه القضية حالات من الإستنكار والتعاطف من العديد من الجهات والهيئات في دول العالم وأصبحت محط اهتمام الرأي العام في بعض الدول، كانت الأمم المتحدة قد شككت في نزاهة المحاكمة وطالبت منظمة العفو الدولية العفو عنها وقام بعض الناشطون بجمع 200 ألف توقيع لمنع إعدام ريحانة، ووسط هذه الضغوط الدولية قامت الحكومة الإيرانية بتأجيل تنفيذ الحكم ولكن كل جهود الوساطة لم تنجح وتم تنفيذ حكم الإعدام في 25 أكتوبر 2014.

## تاريخ القضية
قالت ريحانة في حيثييات القضية أنها في عام 2007 قام رجل مخابرات اسمه مرتضى عبد الله سرابندي، والذي خدعها واقتادها إلى بيت فارغ بحجة أخذ رأيها في كيفية تصميم وترتيب مكتبه حيث أنها تعمل مصممة ديكور ولم تكن قد تجاوزت وقتها 19 عامًا، وحاول الاعتداء عليها، وأثناء محاولتها للدفاع عن نفسها قامت بطعنه بسكين أودت بحياته.
بعد إلقاء القبض عليها، تم حبسها في زنزانة فردية لمدة شهرين دون إخطار أهلها أو وجود محام، عثرت الشرطة على وشاح مخضب بالدماء سكين ملطخ بالدماء والغطاء الأصلي له، اعترفت ريحانة أنها قامت بطعن المجني عليه مرة واحدة بعد أن حاول اغتصابها، ولكنها قالت أنها قامت بالفرار وكان هناك شخص آخر يدعى «شيخي» قام بقتل المجني عليه، ولكن الشرطة قالت أنها فشلت في العثور على هذا الشخص وقالت إن ادعائها زائف وأنها حاولت فقط عرقلة التحقيق.
اُتهمت ريحانة بأنها دبرت عملية القتل حيث ادعت أنها قامت بشراء سكين قبل يومين من الحادث، وقالت الشرطة أنه بعد فحص الهاتف الخلوي عُثِر على رسالة نصية من صديق قبل ثلاثة أيام قبل وقوع الحادث قائله «أعتقد أنني سوف أقتله الليلة».
وفي عام 2007 تم تحويلها للمحكمة الجنائية، ولم تأخذ المحكمة بالأدلة وأقوال ريحانة بشأن الإعتداء عليها حيث لم تقدم أدلة قوية تؤكد حدوث ذلك واتهمتها بالقتل العمد وتمت إدانتها بالإعدام شنقاً. وأيدت الحكم المحكمة العليا في إيران وأصبح تنفيذ الحكم مفعولا، وقال مكتب المدعي العام أنه لا سبيل لها سوى قيام عائلة الضحية بمسامحتها حتى شهر من تنفيذ الحكم، ولكن عائلة القتيل لم توافق حتى النهاية ورفضت كل المحاولات من جانب أهلها.

## شكوك في القضية
وجد تقرير عن الطبيب الشرعي زجاجة شراب تحتوي على مادة مسكنة تم حقن جباري بها، وكانت منظمة «أمنستي» اشتكت من عدم التحقيق في كافة الأدلة.
وفي أبريل من العام الجاري اتهم أحمد شهيد، مقرر الأمم المتحدة لحقوق الإنسان أن المحكمة لم تأخذ في الاعتبار كل الأدلة، وأن اعترافات جباري انتزعت منها قسرا، وقال المحقق الإيراني باستخدام التحقيق للحصول على اعترافات من جباري، التي احتجزت في زنزانة انفرادية لمدة شهرين، قبل أن يسمح لمحاميها مقابلتها.

## ردود الأفعال
أطلق ناشطون إيرانيون في مجال حقوق الإنسان حملة تنادي بوقف حكم الإعدام، كما أطلقت العديد من الاحتجاجات من قِبل المجتمع الدولي على الحكم بحق جباري، وأدانت منظمة العفو الدولية أيضا تنفيذ الحكم واصفة إياه بـ «وصمة عار جديدة في حصيلة حقوق الإنسان في إيران»، وبأنه «إهانة للقضاء».
واعتبرت المفوضية العليا لحقوق الإنسان التابعة للأمم المتحدة بأن القتل المزعوم كان عملا يشكل دفاعا عن النفس، في مواجهة مغتصب، وقالت المفوضية بأن جباري لم تحصل على محاكمة عادلة.
أدانت الولايات المتحدة إعدام جباري، وشككت في نزاهة إجراءات المحاكمة، وذلك في أول رد فعل دولي على تنفيذ عملية الإعدام المثيرة للجدل، وقالت المتحدثة باسم وزارة الخارجية جنيفر بساكي، إن «هناك شكوك جدية حول عدالة المحاكمة والظروف التي تحيط بهذا الملف وضمنها تقارير تشير إلى الحصول على الاعترافات بموجب ضغوط شديدة».
وكان من المقرر إعدامها في شهر نيسان/ أبريل، لكنه أُجِّل لشهر أكتوبر بعد مناشدة من الأمم المتحدة وعريضة للعفو عنها وقع عليها 200.000 شخص.

## إعدامها
تم تنفيذ حكم الإعدام في صباح يوم 25 من أكتوبر عام 2014 في سجن جوهردشت في مدينة كراج غرب طهران.
وفي 27 أكتوبر 2014 كشفت وسائل الإعلام عن وصية ريحانة لأمها، حيث قالت: «لا أريد أن أتعفن في التراب»، مبينة أن وصيتها الأخيرة هي أن يتم التبرع بأعضائها بشكل سري «لمن هو بحاجة إليها». وطلبت من والدتها ألا تنوح عليها وتلبس السواد «كنت أتمنى لو احتضنتك حتى ألفظ أنفاسي».
وتوضح الوصية التي تسلمتها والدتها بداية هذا العام أن ريحانة كانت تعرف أنها لو لم تطعن رجل الأمن الذي هاجمها بمطواة في ظهره، فعذابها كان سينتهي بقتلها. وكتبت في وصيتها قائلة: «كانت جثتي سترمى في زاوية ما من المدينة». وواصلت: «وبعد أيام كانت الشرطة ستقتادك إلى زاوية المكتب لتتعرفي على جثتي، وهناك ستعرفين أنه تم اغتصابي أيضًا»، وتضيف: «ولن يُعرف القاتل أبدًا؛ لأننا لا نملك ثروتهم وسلطتهم».
وأخبرت جباري والدتها أنها لا تريد قبرًا «حتى لا تذهب هناك للنواح والمعاناة»، وقالت: «أرجوك لا تبكي، أحبك».